# Anastrepha palae
Anastrepha palae är en tvåvingeart som beskrevs av Stone 1942. Anastrepha palae ingår i släktet Anastrepha och familjen borrflugor. Inga underarter finns listade i Catalogue of Life.